# نبيل خالد
نبيل خالد عبد العظيم (1 أغسطس 1945 -) هو كاتب وشاعر وصحفي مصري.

## حياته
ولد في 1 أغسطس سنة 1945 في مدينة المنصورة محافظة الدقهلية. كتاباته تناقش قضايا هادفة دائما محور اهتمام الصحافة والأدباء والنقاد فهو مثير للجدال وذلك لكتاباته الجريئة الذي يطالب فيها دائما بحقوق الإنسان ومن أهمها حرية الفكر والتعبير. له مؤلفات وقامت بشرائها منظمات وجامعات عالمية وكتب التحقيقات الصحفية (سياسية/أدبية /عسكرية) بجريدة الرأى العام الكويتية. أشرف على صفحة الأدب الساخر بجريدة البلاغ الدولية، جريدة الميدان المصرية وأشرف على جريدة أبناء النيل ويرأس تحرير كتاب ابن لقمان حاليا. أصدر ديوانة الأول «تذكرة سفر إلى القمر» الذي استقبل استقبالا حسنا في الأوساط الأدبية سنة 1988.
- تخرج من الكلية الحربية عام 1967 على بكالوريس علوم عسكرية[3]

## مسيرته
- تشرف بالدفاع عن أرض وطنه مصر في المعارك الاتية:
  - حرب يونيه سنة 1967 (قائد نقطة قتال خارجية بمواقع القسيمة بسيناء)
  - حرب أكتوبر سنة 1973 (قائد سرية مشاه عبرت قناة السويس قبل عبور القوات الرئيسية لتأمين تحرير مدينة القنطرة شرق.
  - حرب الاستنزاف (بمواقع الدفرسوار والبحر الأحمر).
- حصل علي المركز الأول كأحسن قائد كتيبة علي مستوي الجيش الثاني الميداني في مسابقة أحسن كتيبة في اللياقة البدنية.
- حصل علي المركز الأول كأحسن قائد كتيبة علي مستوي القوات المسلحة المصرية في الرماية
- حصل علي الفرق والدراسات العليا الاتية (فرقة صاعقة، فرقة مظلات، قائد ألوية ومشاة وغيرها).
- في التسعينيات كتب مقالات بجريدة الرأى العام الكويتية تحت اسم (آفاق ثقافية)
- كتب مقالات ثقافية منتظمة بجريدة الميدان المصرية
- تولى الاشراف على صفحة من الأدب الساخر بجريدة البلاغ الدولية
- تولى الاشراف على جريدة أبناء النيل
- يرأس تحرير كتاب ابن لقمان وصرح بنشر الكتب المثيرة للجدال

## عضويات[4]
- اتحاد كتاب مصر
- نادى القصة
- جمعية المحاربين القدماء
- منظمة العفو الدولية
- اتحاد الناشرين المصريين
- دار الأدباء

## جوائز
- حاصل علي جائزة أدب الحرب من مصر
- شهادة تكريم من وزارة الثقافة لدوره العظيم في حرب أكتوبر

## معاركة الثقافية
نشر له كتاب (دراسة) بعنوان «مرض نفسي اسمه الشيوعية» سنة 1989م وأثار ضجة كبيرة واستقبله الليبراليون استقبالا رائعا وذلك بعد نشرها كاملة جريدة الشرق الأوسط اللندنية وصحف أخرى متعددة.
نشر قصة هدى ومعالي الوزير سنة 1994 التي تكشف تورط أحد الوزراء المصريين في تهريب سيدة أعمال أدانها القضاء وتحولت إلى فيلم سنيمائي أخرجه المخرج سعيد مرزوق وبطولة الفنانة نبيلة عبيد أثار ضجة كبيرة لطرحه قضية فساد كبيرة.

## مؤلفاته

### الشعر
- ديوان تذكرة سفر إلى القمر،
- ديوان دروس خصوصية في الحب،
- ديوان هكذا تفهم النساء الحب،
- همسة في أذن شهريار،
- ذات العيون الجريئة،
- في عشق النساء وأمريكا،

توصف أشعاره ورواياته بالأدب الغاضب الجريء الذي يحارب الفساد والدكتاتورية ويناصر الديموقراطية والحرية والحب والجمال في مواجهة الطغاة والمستبدين.

### بعض قصائده
- قصيدة لا تفهمني
- قصيدة كان حزينا

ثلاث قصائد: «اقرأها ولا تقل لأحد» وقصيدة «ايحى الميت طوفان بكاء» وقصيدة «اقرأها ولا تقل»، موقع الندوة العربية.
موقع الندوة العربية

### الروايات والقصص
- هدى ومعالي الوزير
- نساء العرب
- الضحية
- الفريسة
- غراميات السيدة الأولى
- حكايات ظريفة (ترويض الشرسة)
- وجوه كاذبة
- حب له رائحة الياسمين
- امرأة وجنرال
- ذات المحاسن
- امرأة أنجبت للشيطان
- عريس من العالم الآخر

### سلاسل
- سلسلة كتب صرعة الرعب (30 عدد وتعتبر من أكثر الكتب انتشارا بين الشباب)
- سلاسل وكتب أطفال
- سلسلة القصص الخضراء للاطفال وفيه مجموعة قصص كوميدية مغامرات جحا وأم شلحلول، قصص حكايات الأراجوز،
- سلسلة الجنة الخضراء للاطفال قصص تربوية (ن قيم الأديان)

### الدراسات المنشورة
- مرض نفسي اسمه الشيوعية
- الإمام المعتقل أحمد بن حنبل
- شلة الحموات،
- حكمة وبلاغة الامام الشافعي

والعديد من الدراسات الدينية المتنوعة

## آراء النقاد
- شعر يتميز بما نفقده من الأشعار المعاصرة، حلمي بدير أستاذ الأدب الحديث
- يملك ألف لسان كالأبطال الشعبيين يرطن بكل لغات القلب الموجوع، عزازى علي عزازى
- تدهشك قصائده التي تموسق الكلمات العادية وتحولها إلى موسيقى، على عبد الفتاح
- جمع بين الرومانسية والواقعية ويكتب الأدب الغاضب الجرئ الذي يكشف مساوئ المجتمع السياسية والاجتماعية، (جريدة الرأي العام الكويتية)

قال الناقد أحمد ذكى عبد الحليم الذي شغل منصب مدير عام دار الهلال: «قصص نبيل خالد تعبر عن الحياة بتناقضاتها بكل مباهجها وماسيها عبر أبطالها واحاداثها وأماكنها.»
وقال الناقد فخرى فايد الذي شغل منصب نائب رئيس تحرير مجلة أكتوبر المصرية (نبيل خالد يكتب بجرأة الأدب الغاضب الجرئ وبذلك يدخل عش الدبابير هو يخلص للأفكاره ويصر على إخراجها مهما سببت له من متاعب
قال الأديب محمد جبريل الذي شغل منصب نائب رئيس مجلس إدارة اتحاد كتاب مصر ونائب رئيس تحرير جريدة المساء المصرية: «نبيل خالد يناصر بأشعاره حق كل البشر في الحرية والعدل والمساواة.»

## أعلام
قصة هدى ومعالي الوزير تحولت إلى فيلم سينمائي إخراج المخرج سعيد مرزوق وبطولة الفنانة نبيلة عبيد.
قصة «حكاية ظريفة» والتي تحولت إلى مسلسل تليفزيوني سنة 1996 تحت اسم ترويض الشرسة والذي حقق نسبة مشاهده عالية وقت عرضه وصارت الرواية من التراث التليفزيوني العربي وهي قصة خادمة دميمة تهبط عليها ثروة فتتغير النظرة إليها فيكشف الطبائع اللأخلاقية. وجسدت دور الخادمة ظريفة الفنانة آثار الحكيم وأخرج المسلسل المخرج محسن فكرى.